# Forces armées jordaniennes
L’armée de Jordanie (JAF) (en arabe :القوات المسلحة  الأردنية, Al-Quwwat Al-Musallaha Al-Urduniyya), aussi appelée l'Armée arabe (en arabe : الْجَيْشُ الْعَرَبيُّ, Al-Jaysh Al-Arabi) désigne l'ensemble des forces armées de l'État de Jordanie.
Elles sont intégralement dirigées par le roi de Jordanie (actuellement Abdallah II de Jordanie).
L'Armée de Jordanie est divisée en 7 branches :
- L'Armée de Terre royale
- La Marine Militaire royale
- La Force aérienne royale jordanienne
- Les Forces Spéciales Royales (Jordanie)
- Les Unités de Protection de Sa Majesté
- L'Unité de Maintenance de l'Armée
- Le Bureau de Renseignements

La première armée organisée en Jordanie est créée le 22 octobre 1920, sous le nom de « Force mobile ». À l'époque, elle ne comptait que 150 hommes dans ses rangs. Lors de son troisième anniversaire en 1923, la force est rebaptisée Légion arabe, composée de 1 000 hommes. Lorsque la Jordanie devient un État indépendant en 1946, la Légion arabe compte quelque 8 000 soldats répartis dans trois régiments mécanisés. En 1956, Hussein révoque tous les généraux britanniques et change le nom de la Légion en « Armée arabe jordanienne » dans ce qui est connu comme l'arabisation du commandement de l'armée jordanienne (en).
L'armée a participé à plusieurs guerres et batailles (en), principalement contre Israël. Lors de la Guerre israélo-arabe de 1948, la prise de la Cisjordanie par la Jordanie et les batailles de Latroun décisives ont prouvé que la Légion arabe était l'armée la plus efficace de cette guerre. Plusieurs confrontations avec Israël ont suivi, avec des résultats mitigés : les Opérations de représailles (en), la Guerre des Six Jours, la Guerre d'usure et la Guerre du Kippour. La Jordanie a également dû faire face à l'OLP et à l'armée syrienne lors des événements de Septembre noir en Jordanie. La signature du traité de paix entre Israël et la Jordanie en 1994 a mis fin à l'état de guerre entre les deux pays.
Elle est aujourd'hui considérée comme l'une des plus professionnelles de la région et comme étant particulièrement bien formée, organisée et équipée.

## Histoire

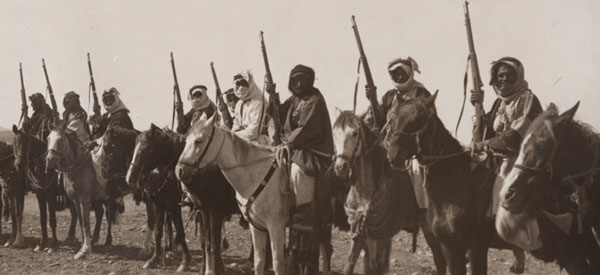
Cavaliers tribaux lors de la révolte arabe - Tribus de Jordanie et d'Arabie, v. 1918

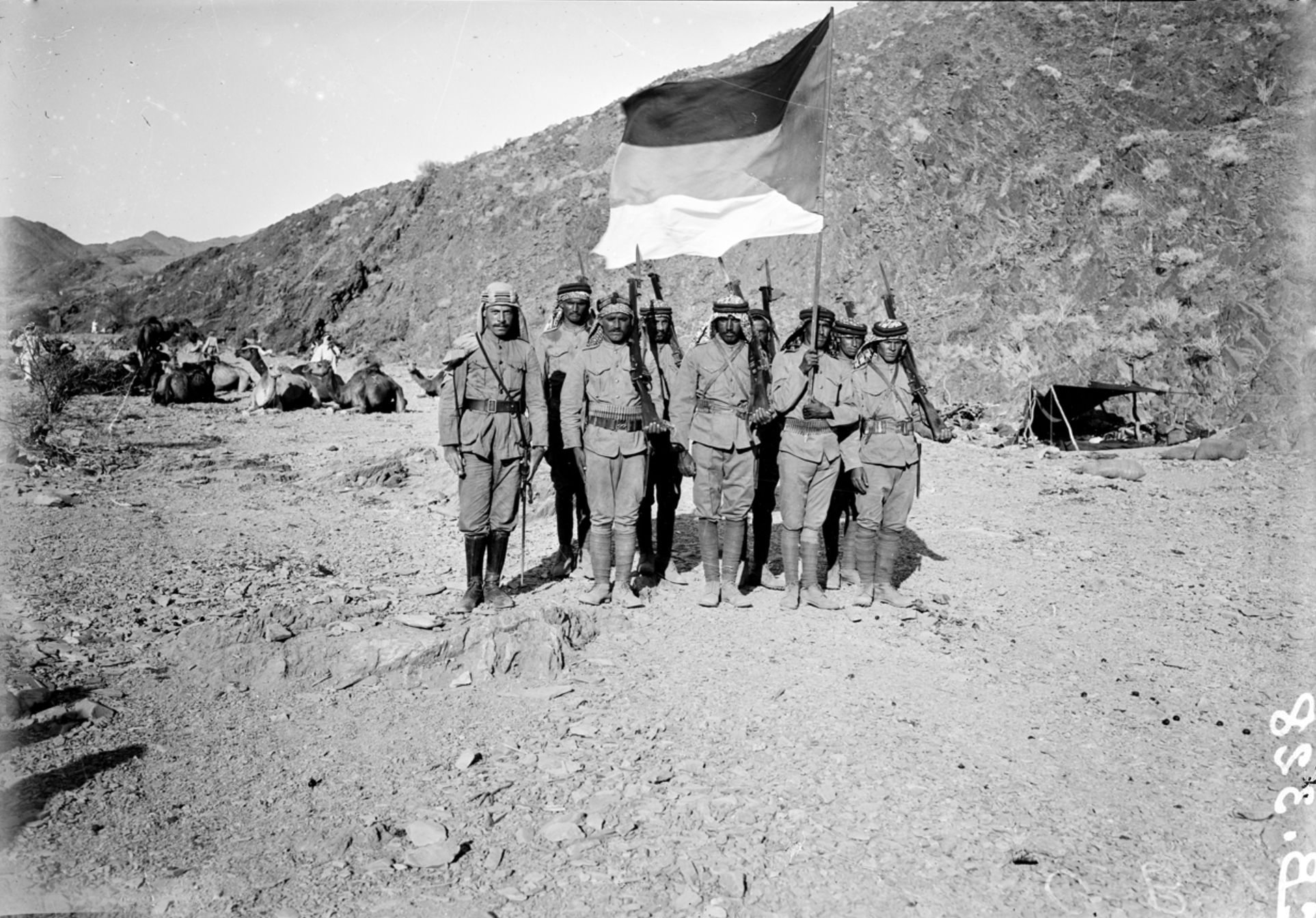
L'armée arabe a formé le noyau de la Légion arabe lors de la révolte arabe de 1916 contre l'Empire ottoman.

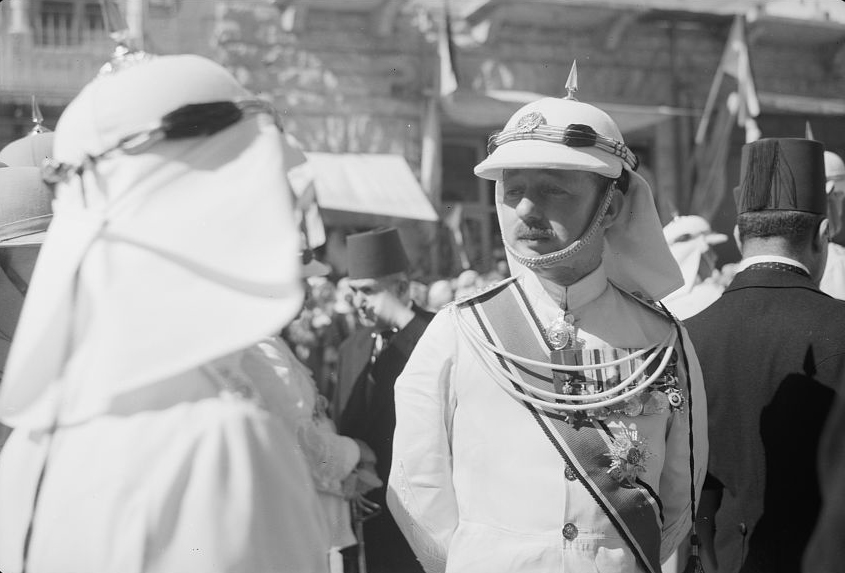
Glubb Pacha, commandant de la Légion arabe. Amman, 11 septembre 1940.

La première armée organisée en Jordanie est créée le 22 octobre 1920, sous le nom de « Force mobile ». Elle compte alors 150 hommes sous le commandement du capitaine britannique Frederick Peake. Lors de son troisième anniversaire, en octobre 1923, la force, qui comptait alors 1 000 hommes, est rebaptisée Légion arabe.
En 1939, John Bagot Glubb, plus connu sous le nom de Glubb Pasha, devient le commandant de la Légion et reste en poste jusqu'à la révocation des officiers britanniques en mars 1956. Le 1er avril 1926, la Force frontalière de Transjordanie (en) est créée. Elle ne compte que 150 hommes, dont la plupart sont stationnés le long des routes de Transjordanie.
L'arabisation du commandement de l'armée jordanienne (en) (arabe : تعريب قيادة الجيش العربي, Ta'reeb Qiyadat Al-Jaysh Al-Arabi), entraîne le renvoi des officiers supérieurs britanniques commandant la Légion arabe par le roi Hussein, et le changement de nom de la Légion en Forces armées jordaniennes le 1er mars 1956. Glubb Pasha, le commandant britannique de la Légion arabe, est remplacé par le général de division Radi Annab (en), qui devient le premier commandant arabe de la Légion arabe. L'intention d'Hussein d'arabiser le commandement de l'armée en remplaçant les officiers britanniques par des officiers jordaniens est d'affirmer l'indépendance politique vis-à-vis du Royaume-Uni et d'améliorer les relations avec les États arabes voisins qui considéraient les Britanniques avec méfiance. Une célébration annuelle a lieu le 1er mars en Jordanie pour marquer cet événement historique.
La Jordanie participe au conflit israélo-arabe jusqu’à sa défaite lors de la guerre des Six Jours.
En septembre 1970, l’armée jordanienne est engagée dans une opération de répression contre les Palestiniens de l’OLP qui avaient tenté un coup d'État, on parle des événements de Septembre noir.
Au bout de 10 jours de pilonnages par l’artillerie jordanienne, les camps de réfugiés sont rasés et les Palestiniens doivent trouver refuge pour la plupart au Liban.
Le bilan de cette action est mal connu mais Yasser Arafat prétend plus tard que l'armée jordanienne a tué entre 10 000 et 25 000 Palestiniens (essentiellement des civils).

## Structure et objectifs
La structure organisationnelle de l'armée est traditionnellement basée sur deux divisions blindées et deux divisions mécanisées. Celles-ci ont été transformées en forces plus légères et plus mobiles, basées en grande partie sur une structure de brigade et considérées comme mieux à même de réagir rapidement dans les situations d'urgence. Une division blindée est devenue l'élément central d'une réserve stratégique,.
Elle a pour buts de :
- « Protéger le territoire de Jordanie et ses frontières de toute invasion ».
- « Protéger la vie et les droits du peuple de Jordanie ».
- « Protéger le roi de Jordanie ».

### Forces spéciales royales

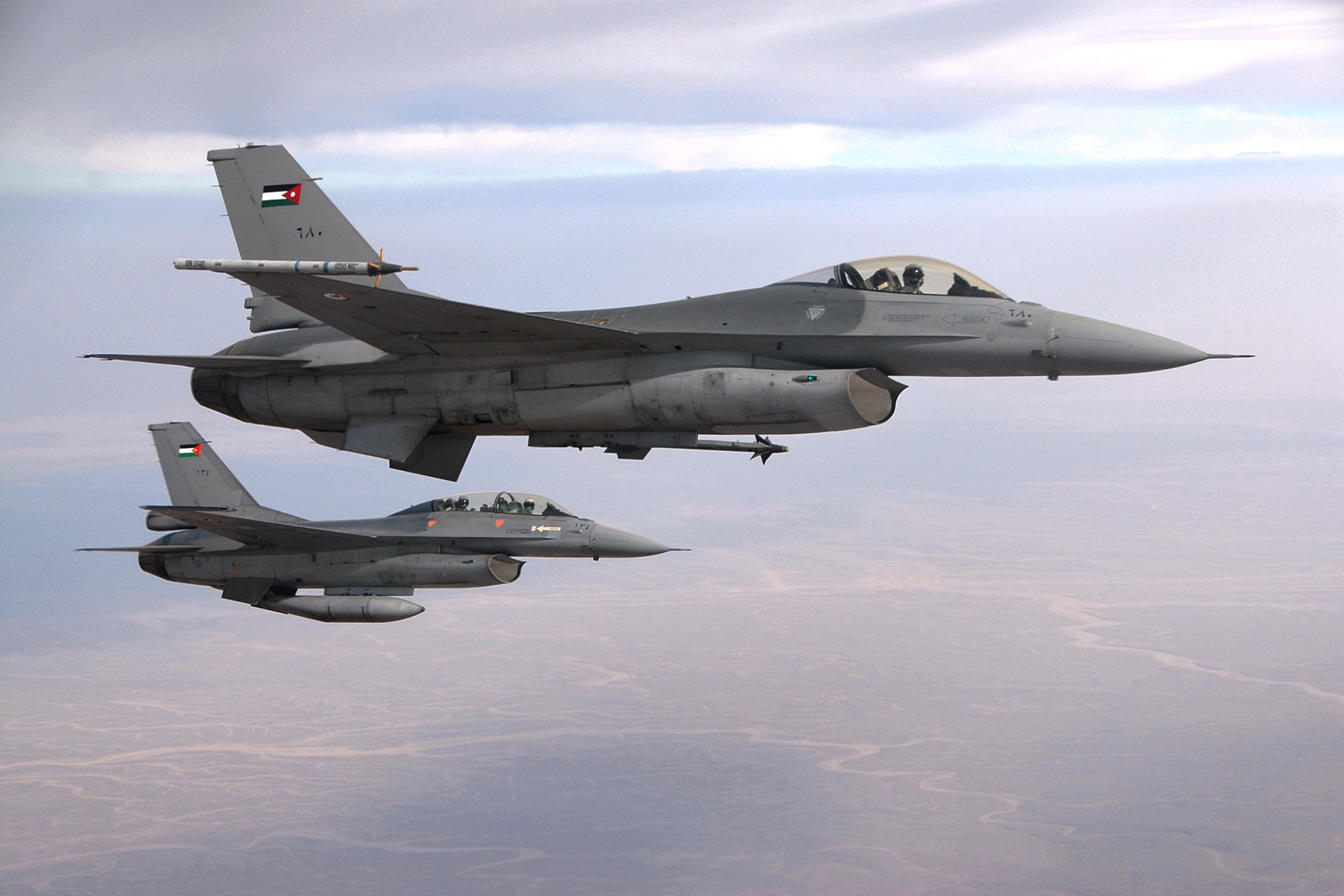
F-16 de l'Armée de l'air jordanienne survolant la Jordanie le 19 octobre 2009

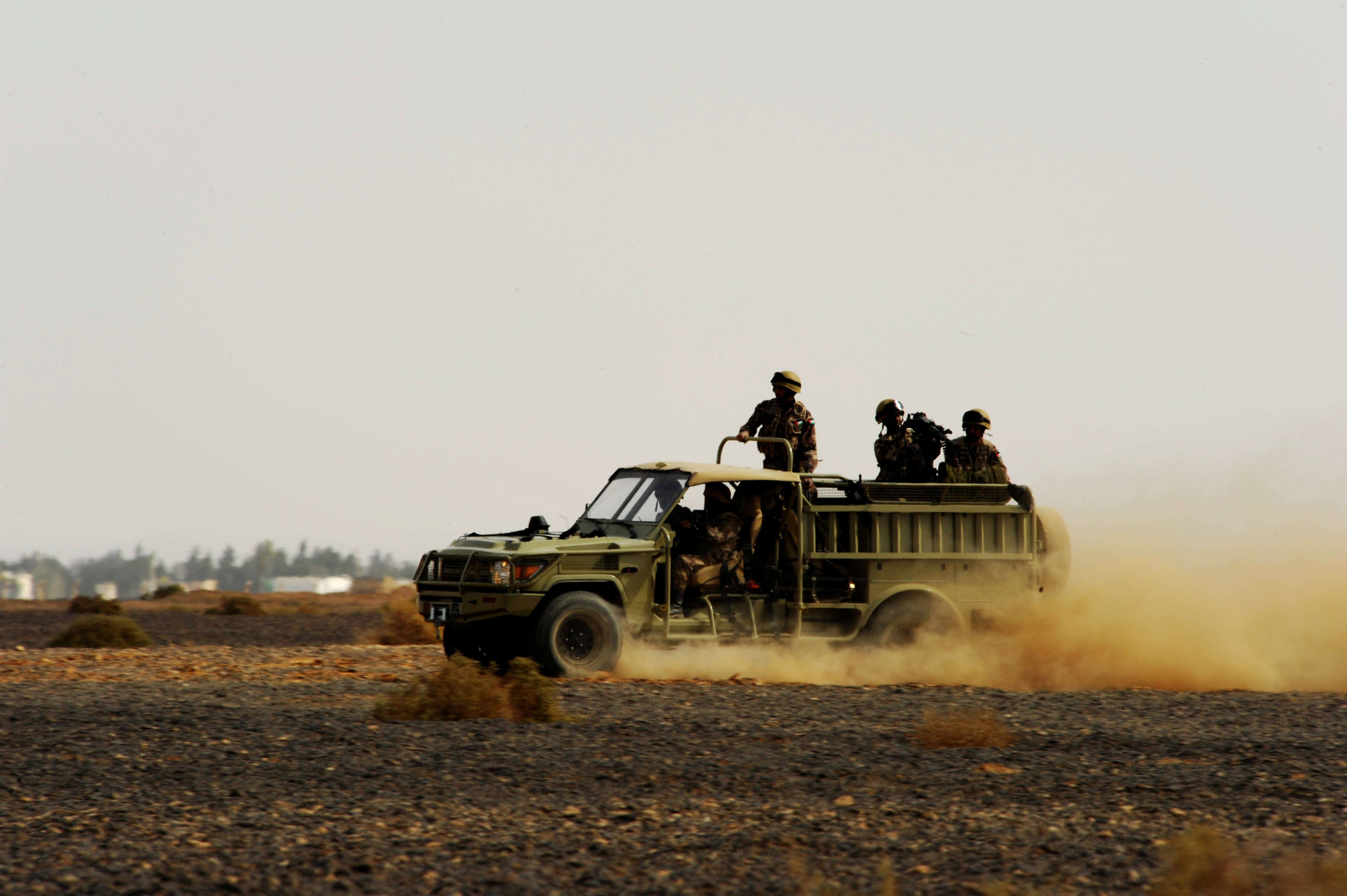
Forces d'opérations spéciales à la base aérienne de Shaheed Mwaffaq montrant un véhicule Desert Iris fabriqué par la KADDB, novembre 2010

Fondée le 15 avril 1963 sur ordre du roi Hussein, son rôle principal est la reconnaissance, la lutte contre le terrorisme, la recherche et l'évacuation, la collecte de renseignements, le combat et la protection de sites clés. Les Groupes de forces spéciales du Roi Abdallah sont également chargés d'effectuer des frappes de précision contre des cibles ennemies critiques. L'unité est équipée et entraînée pour pouvoir opérer derrière les lignes ennemies pendant de longues périodes sans aucun soutien logistique, et est considérée comme l'une des meilleures unités de forces spéciales au monde,.
Le groupe est soutenu par la nouvelle Brigade d'intervention rapide / Brigade à haut niveau de préparation Sheikh Mohammed bin Zayed (MbZ) (en), qui est une brigade de haut-niveau de préparation au combat, à vitesse de réaction immédiate, flexible et très mobile capable d'opérer indépendamment. Elle opère aussi bien au sein des forces jordaniennes ou avec des forces amies et alliées pour défendre la sécurité nationale jordanienne à l'intérieur des frontières du Royaume de Jordanie ou à l'extérieur en toutes circonstances,,.

## Industrie de la défense

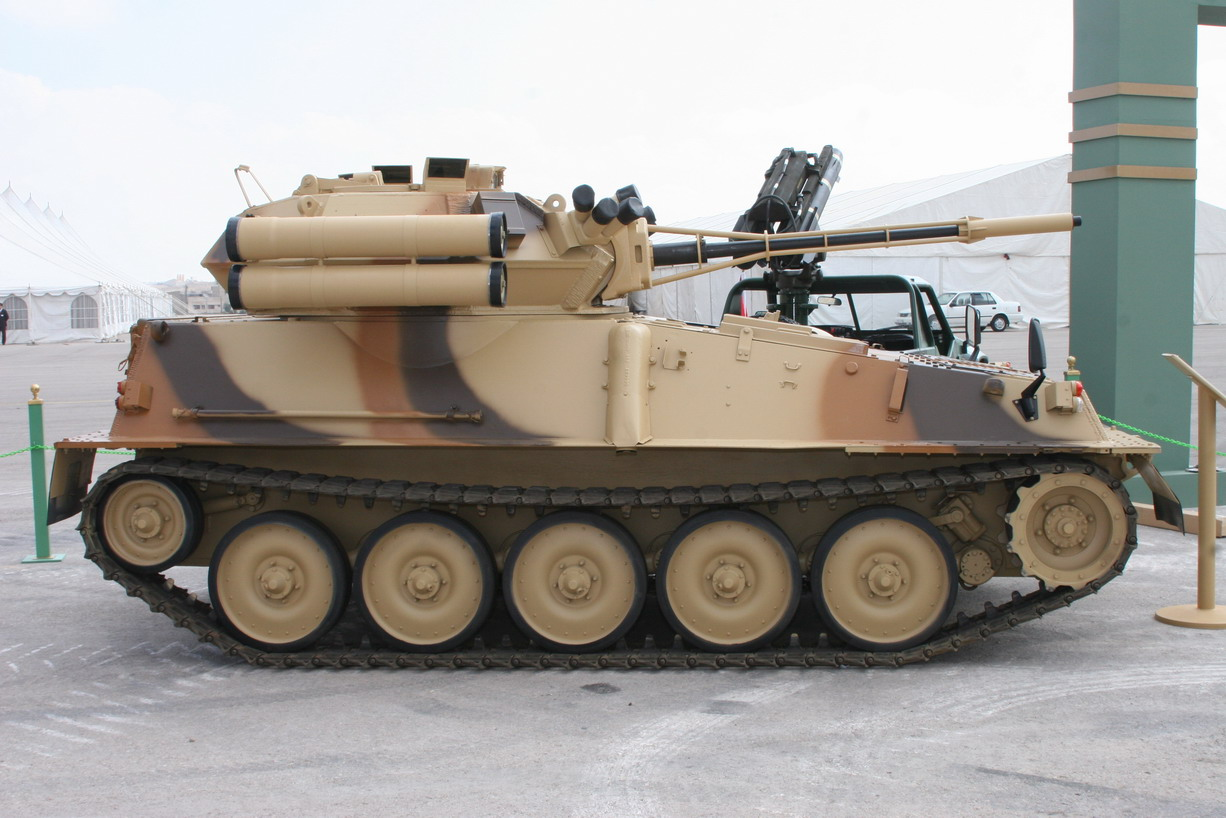
FV-107 Scimitar mis à jour par KADDB exposé à la SOFEX 2006

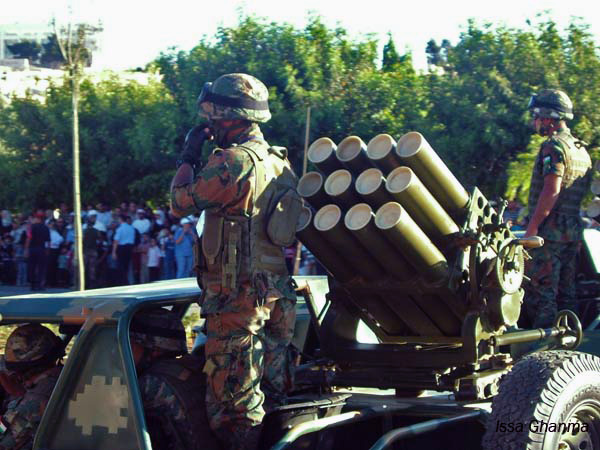
Troupes jordaniennes lors d'un défilé militaire à Amman, juin 2007

La Jordanie est un nouveau venu dans l'industrie de la défense nationale avec la création du King Abdullah Design and Development Bureau (KADDB) en 1999. L'initiative industrielle de défense a pour but de relancer l'industrialisation dans toute une série de secteurs. Les dépenses de défense jordaniennes représentant 8,7 % du PIB, les autorités jordaniennes ont créé l'industrie de la défense afin d'utiliser le pouvoir de dépense du budget de la défense et de contribuer à la croissance économique sans faire peser de contraintes supplémentaires sur le budget national. La Jordanie accueille également la SOFEX, l'exposition et la conférence sur les opérations spéciales et la sécurité intérieure qui connait la croissance la plus rapide au monde et qui est la seule de la région. La Jordanie est un fournisseur régional et international de biens et de services militaires de pointe.
Un parc industriel de la KADDB est ouvert en septembre 2009 à Mafraq. Il s'agit d'une zone franche industrielle intégrale spécialisée dans les industries de défense et la fabrication de véhicules et de machines.

## Maintien de la paix
Les forces armées jordaniennes soutiennent et participent activement aux missions de maintien de la paix des Nations unies,. La Jordanie est l'un des pays qui participent le plus aux missions de maintien de la paix des Nations unies. L'importance de la participation jordanienne dans divers domaines des troupes et du personnel de maintien de la paix des Nations unies, des hôpitaux et des observateurs internationaux, est estimée à 61 611 officiers et soldats. Après la France et le Royaume-Uni, la Jordanie est le plus grand contributeur de troupes aux forces de l'ONU en ex-Yougoslavie, envoyant trois bataillons, soit plus de trois mille hommes, de 1993 à 1996.
Lors du sommet des Nations unies à Copenhague, la Jordanie a été la seule, parmi plus de 30 pays en développement, à dévoiler des plans pour contribuer à la lutte contre le changement climatique, notamment en modernisant ses forces armées d'ici 2020, un domaine généralement négligé dans le débat sur le réchauffement de la planète. L'armée s'efforcera de moderniser les moteurs et les vieux véhicules et d'utiliser des technologies permettant d'économiser l'énergie,.

## Aide internationale

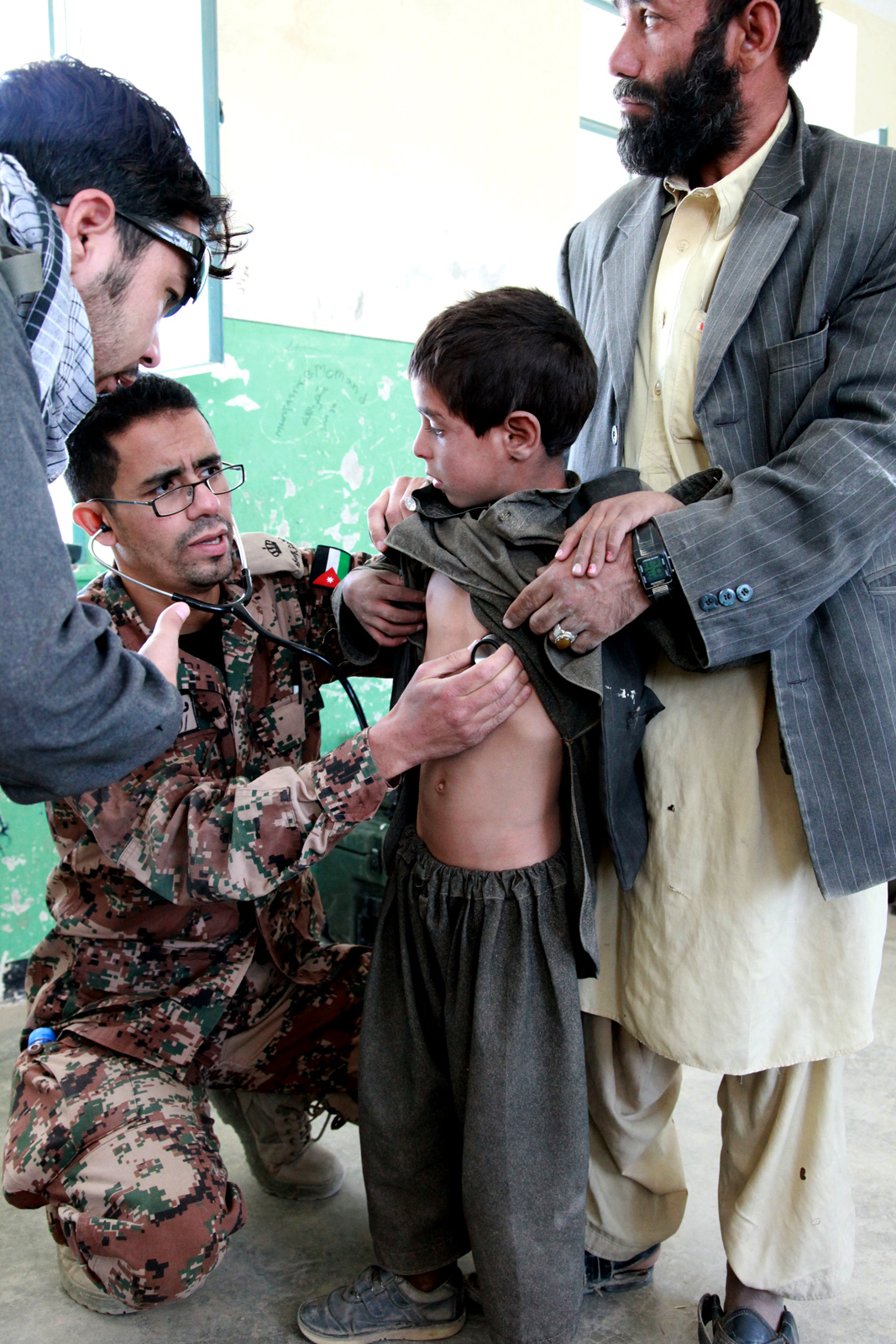
Médecin militaire jordanien examinant un enfant en Afghanistan, octobre 2009.

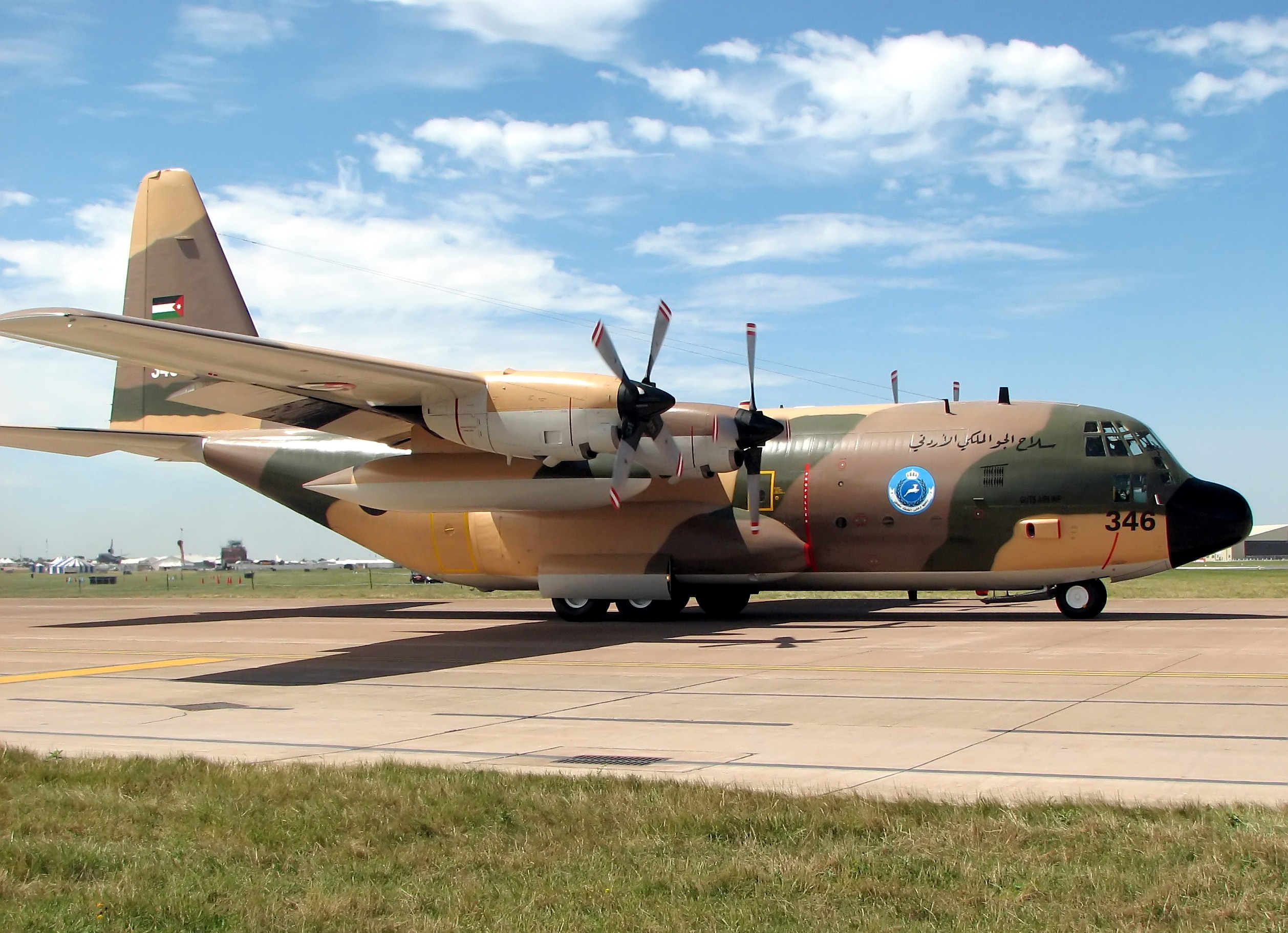
Hercules C-130H de l'Armée de l'air jordanienne prêt à décoller, juillet 2006.

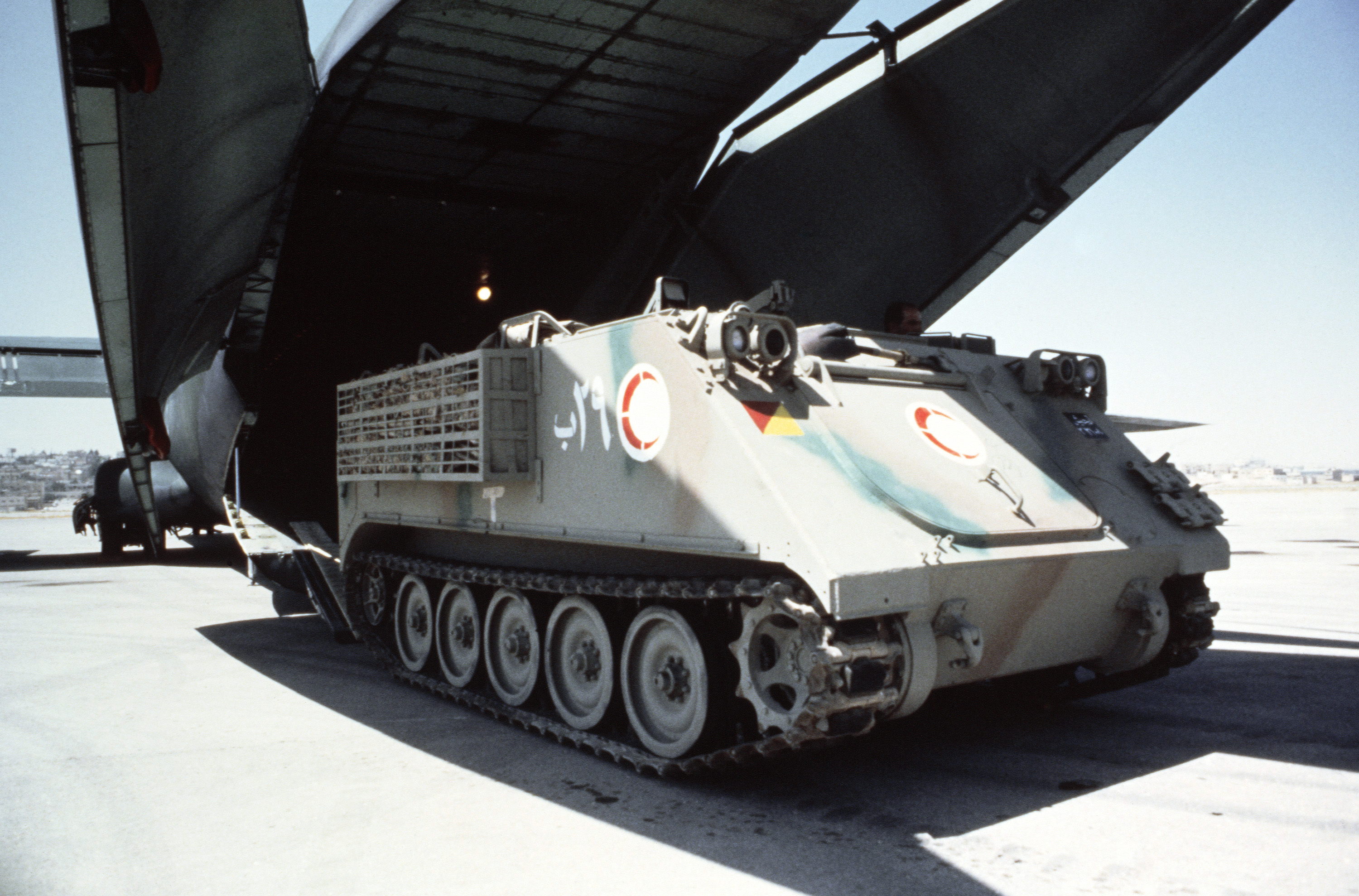
Une ambulance blindée jordanienne M113 à l'aéroport international du roi Hussein, septembre 1987.

En plus d'assurer la sécurité intérieure et frontalière du pays, les forces armées jordaniennes assument un rôle régional et international de premier plan en tant que fournisseur d'aide humanitaire et de formation militaire. Les forces armées jordaniennes ont récemment coopéré avec l'Organisation caritative hachémite de Jordanie pour envoyer une aide humanitaire comprenant du matériel de sauvetage, des tentes, un soutien logistique, des fournitures médicales et de la nourriture à la Syrie et la Turquie à la suite du séisme de 2023.

### Services médicaux
La Jordanie a construit plusieurs hôpitaux de campagne dans des zones de conflits et des régions touchées par des catastrophes naturelles dans le monde entier, notamment en Irak, Cisjordanie, Liban, Afghanistan, Haïti, Indonésie, République démocratique du Congo, Liberia, Éthiopie, Érythrée, Sierra Leone et Pakistan. Les hôpitaux de campagne du royaume ont apporté leur aide à environ un million de personnes en Cisjordanie et à 55 000 personnes au Liban.
Le 24 novembre 2010, un autre hôpital militaire jordanien dfe campagne (Gaza 11) est construit dans le territoire côtier de Gaza pour remplacer Gaza 10 dont le tour de service est arrivé à terme après avoir traité 44 000 Palestiniens et effectué 720 opérations chirurgicales depuis sa création en septembre 2010,.

### Police et entraînement militaire
Les Jordaniens ont aidé les Irakiens en leur fournissant une formation militaire et policière et en leur faisant don d'équipements militaires et policiers. Les forces armées ont formé des dizaines de milliers de soldats et de policiers irakiens après l'invasion de l'Irak par les États-Unis en 2003,,.
La Jordanie a également commencé à former des policiers libyens dans le cadre d'un programme visant à renforcer les liens entre les deux pays. Le programme de formation fait partie d'un plan plus large visant à réintégrer 200 000 anciens combattants rebelles dans la société libyenne.

## Engagements internationaux
L'armée jordanienne est actuellement déployée au sein de plusieurs missions de maintien de la paix de l'ONU. Voici la revue des effectifs déployés à la date du 27 octobre 2011 :
- Soudan : 3 observateurs militaires au sein de la FISNUA (à Abyei), 7 militaires, 4 observateurs militaires et 686 policiers au sein de la MINUAD au Darfour ;
- Soudan du Sud : 2 militaires au sein de la MINUSS ;
- Haïti : 612 militaires au sein de la MINUSTAH (513 policiers y sont aussi déployés) ;
- Liberia : 120 militaires et 4 observateurs militaires au sein de la MINUL ;
- République démocratique du Congo : 220 militaires et 25 observateurs militaires au sein de la MONUSCO (9 policiers y sont aussi déployés) ;
- Côte d'Ivoire : 1 068 militaires et 8 observateurs militaires au sein de l'ONUCI (461 policiers y sont aussi déployés).